# Kabarde
Cet article concerne la langue kabarde. Pour le peuple kabarde, voir Kabardes.
Pour les articles homonymes, voir KBD.
 (janvier 2019).
Si vous disposez d'ouvrages ou d'articles de référence ou si vous connaissez des sites web de qualité traitant du thème abordé ici, merci de compléter l'article en donnant les références utiles à sa vérifiabilité et en les liant à la section « Notes et références ».
Le kabarde est une langue du Caucase, membre de la famille des langues abkhazo-adygiennes parlée par environ 650 000 personnes, dont 450 000 dans le sud-ouest de la Russie (républiques de Kabardino-Balkarie et de Karatchaïévo-Tcherkessie, et Krai de Stavropol), et 200 000 en Turquie.

## Présentation
Son écriture a été normalisée après la révolution russe, d'abord en utilisant l'alphabet latin (1923), puis l'alphabet cyrillique (1936).
Le kabarde est caractérisé par un grand nombre de consonnes (45), pour deux voyelles seulement (le nombre précis de voyelles est encore controversé, certains prétendant même qu'il ne possède pas de vraies voyelles).
L'ordre des mots dans les phrases est préférentiellement de type Sujet-Objet-Verbe (SOV).